# Blonde on Blonde
Blonde on Blonde — седьмой альбом американского автора-исполнителя Боба Дилана. Выпущен в мае 1966 года на лейбле Columbia Records.
Blonde on Blonde считается первым двойным альбомом в истории рок-музыки. В нём чувствуется влияние блюз-рока, звучание по сравнению с Highway 61 Revisited и Bringing It All Back Home ещё более эклектично, лирика более сюрреалистична. Этот альбом является последним в знаменитой «рок-трилогии» Дилана: вскоре после релиза он попадёт в аварию, и впоследствии его творчество направится в совершенно другом направлении.
Альбом записан в Нэшвилле, продюсером альбома стал Боб Джонстон. В музыкальном чарте Биллборда альбом достиг 9-й, со временем став дважды платиновым; в Британии он поднялся до 3-й позиции. Альбом включён в списки величайших альбомов всех времён по версиям VH1 и Rolling Stone.

## Список композиций
Автор всех песен — Боб Дилан.

### Первая сторона
1. «Rainy Day Women #12 & 35» — 4:36
2. «Pledging My Time» — 3:50
3. «Visions of Johanna» — 7:33
4. «One of Us Must Know (Sooner or Later)» — 4:54

### Вторая сторона
1. «I Want You» — 3:07
2. «Stuck Inside of Mobile with the Memphis Blues Again» — 7:05
3. «Leopard-Skin Pill-Box Hat» — 3:58
4. «Just Like a Woman» — 4:52

### Третья сторона
1. «Most Likely You Go Your Way (And I'll Go Mine)» — 3:30
2. «Temporary Like Achilles» — 5:02
3. «Absolutely Sweet Marie» — 4:57
4. «4th Time Around» — 4:35
5. «Obviously 5 Believers» — 3:35

### Четвёртая сторона
1. «Sad Eyed Lady of the Lowlands» — 11:23

## Участники записи
- Боб Дилан — вокал, гитара, губная гармоника, пианино
- Робби Робертсон — гитара, вокал
- Рик Данко — бас-гитара, скрипка, вокал (не попало в окончательную версию альбома)[5]
- Гарт Хадсон — клавишные, саксофон (не попало в окончательную версию альбома)
- Ричард Мануэль — ударные, клавишные, вокал (не попало в окончательную версию альбома)
- Чарли Маккой — бас-гитара, гитара, губная гармоника, труба
- Эл Купер — орган, гитара, клавишные
- Харгус Робинс — пианино, клавишные
- Бил Аткинс — клавишные
- Пол Гриффин — пианино
- Кеннет А. Баттри — ударные
- Санфорд Коникофф — ударные
- Джо Саут — гитара
- Джерри Кеннеди — гитара
- Уэйн Мосс — гитара, вокал
- Генри Стшелецки — бас-гитара
- Уэйн Батлер — тромбон
- Боб Джонстон — продюсер
- Марк Уайлдер — ремикс, ремастринг
- Эми Герот — переиздание, продюсер